# Michel Alibo
Michel Alibo est un bassiste français né en 1959. Il apprend la basse en autodidacte ainsi qu'avec l'aide de Frank Curier (guitariste) et se trouve très rapidement confronté au métier sous ses aspects les plus divers. Très polyvalent, il jouera aussi bien du funk, du jazz, que de la musique africaine ou antillaise.
Il accompagne Rido Bayonne, Manu Dibango, et c'est avec Eddy Louiss qu'il va rencontrer Paco Sery et, par la suite, les autres membres du groupe jazz fusion Sixun.
Il a également participé à un album de Michel Jonasz et fut aussi le bassiste du Big Band d'Antoine Hervé et joue actuellement avec Karim Ziad, un batteur algérien de fusion, jazz et afro-beat. À noter aussi en 2005 le projet Sakésho (avec Andy Narell, Jean Philippe Fanfant & Mario Canonge) pour l'album We Want You To Say.
Il donne un nom à sa basse : « Alibo-Bass Machine ».

## Biographie[2]
Ce bassiste martiniquais, spécialiste « jazz world style », formé aux styles latins, caribéens, africains et jazzy est actif sur tous les fronts musicaux depuis plusieurs décennies. Devenu professionnel à l’âge de 16 ans, il synthétise une expérience d’une formidable diversité, puisant dans sa connaissance des musiques caribéennes, africaines, modernes, jazz et fusionnelles.
Michel Alibo a commencé par apporter un style «funky» et «jazzy» aux différents grooves africains, Zouk et autres, jusqu’à aujourd’hui ou il l’importe dans les rythmes nord africains et certains genre et folklores plus traditionnels, et plus généralement dans sa vision de la basse électrique.
Après avoir absorbé les musiques du Cameroun (makossa/makassi etc.) à l’âge de 16 ans pendant sa 1re tournée en Afrique, il va imprimer définitivement les rythmes africains (qu'il considère comme « grooves puissants ») dans son jeu ; puis tourné avec Manu Dibango et enregistré avec des artistes comme Salif Keïta (album Soro), il se fait remarquer comme un des membres fondateurs du groupe Sixun et participera activement aux 11 albums qu’aura pondu ce groupe.
Simultanément, Alibo effectue ses premières et nombreuses séances de studio, tout s’enchaine très vite, les années 1980 voient émerger le Zouk, et le bassiste devient l’un des musiciens les plus sollicités, sur scène comme en studio (Gilles Floro, Francky Vincent, Ralph Tamar, Tanya St-Val, Edith Lefel etc.) et travaille sur des projets d’artistes comme Michel Jonasz, Kassav, Touré Kunda, Eddy louiss, Sam Fan Thomas, Abeti, etc.
Michel Alibo apporte une touche « fusion » au milieu du zouk antillais en cofondant le groupe SAKIYO en 1988, élaborant un son nouveau pour la musique antillaise, ce qui l’emmènera à une collaboration durable avec le pianiste Mario Canonge avec qui il s’implique dans de nombreux projets.
Suit une période plus « urbaine » où il travaille avec des artistes comme MC Solaar, Bisso Na Bisso, les Nubians, Carlihnos Brown, Cheb Mami (avec qui il rencontrera d’ailleurs Karim Ziad) Angélique Kidjo, etc.
Une rencontre expérimentale, lors d’un festival de jazz aux Antilles l’emmènera avec Mario Canonge à former le groupe Sakésho avec la participation du steel-paniste étasunien Andy Narell et du batteur Jean Philippe Fanfant.
C’est sous l’impulsion du batteur Karim Ziad (après l’expérience « maghreb & friends » menée par le guitariste Nguyên Lê que le groupe IFRIKYA verra le jour mêlant le jazz aux univers musicaux du Maghreb avec pour objectif de faire fusionner les genres.